# جمعية العلاقات عبر مضيق تايوان
جمعية العلاقات عبر مضيق تايوان (بالصينية:海峡两岸关系协会) (أراتس ARATS) هي جمعية أنشأتها جمهورية الصين الشعبية للتعامل مع الأمور الفنية والتجارية مع (تايوان). إن نظير جمهورية الصين في جمعية العلاقات عبر مضيق تايوان هي مؤسسة تبادل المضائق (SEF).
كان الرئيس المؤسس للجمعية عمدة شنغهاي السابق وانغ داوهان والرئيس الفخري رونغ يرين. توقفت المفاوضات مع مؤسسة تبادل المضائق في عام 1999. وبعد وفاة وانغ في عام 2005. لم يتم تعيين رئيس جديد حتى عام 2008. بعد انتخاب ما ينج جيو لرئاسة جمهورية الصين في تايوان. استؤنفت المحادثات بين ARATS و SEF وتم إحراز تقدم في مجالات النقل والاقتصاد مثل الروابط الثلاثة في عام 2008 واتفاقية إطار التعاون الاقتصادي في 2010. تشن يونلين الذي كان رئيسًا سابقًا لمكتب شؤون تايوان التابع لمجلس الدولة. كان رئيس الجمعية من عام 2008 إلى عام 2013. وقد التقى بنظيره شيانغ بين كونغ في عام 2008.

## رؤساء الجمعية

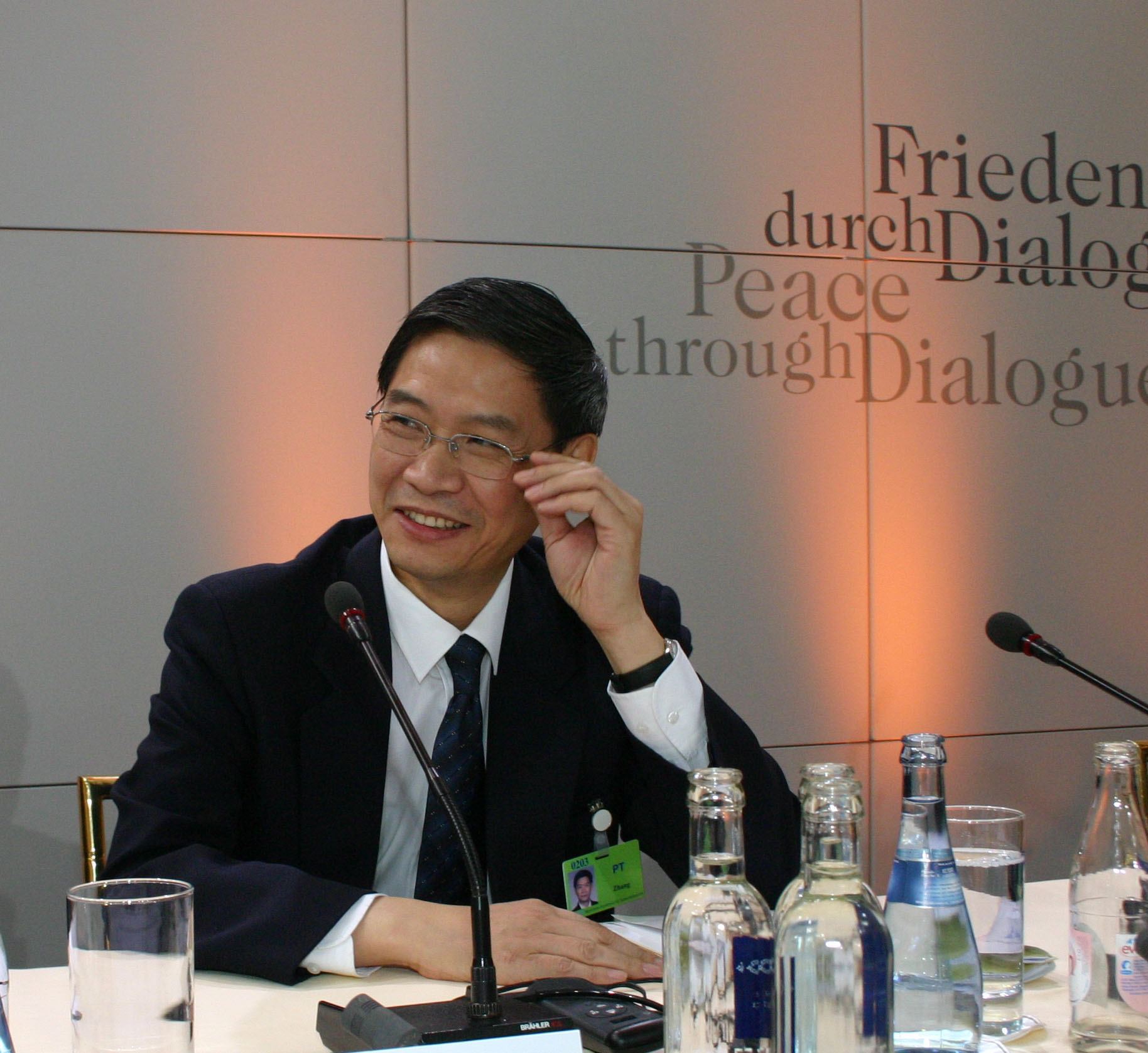
Zhang Zhijun. الرئيس الحالي لجمعية العلاقات عبر مضيق تايوان.

| الاسم          | الفترة            |
| -------------- | ----------------- |
| وانغ داوهان    | 1991-2005         |
| شاغر           | 2005-2008         |
| تشن يونلين     | 2008-2013         |
| تشن دمينغ      | 2013 - أبريل 2018 |
| تشانغ تشى جيون | أبريل 2018 - الان |

## روابط خارجية
- 海峡 两岸 关系 协会الموقع الرسمي باللغة الصينية